# Okręg Mont-de-Marsan
Okręg Mont-de-Marsan (fr. Arrondissement de Mont-de-Marsan) – okręg w południowo-zachodniej Francji. Populacja wynosi 168 tysięcy.

## Podział administracyjny
W skład okręgu wchodzą następujące kantony:
- Aire-sur-l'Adour,
- Gabarret,
- Geaune,
- Grenade-sur-l'Adour,
- Hagetmau,
- Labrit,
- Mimizan,
- Mont-de-Marsan-Nord,
- Mont-de-Marsan-Sud,
- Morcenx,
- Parentis-en-Born,
- Pissos,
- Roquefort,
- Sabres,
- Saint-Sever,
- Sore,
- Villeneuve-de-Marsan.